# Bradysia subangustata
Bradysia subangustata är en tvåvingeart som beskrevs av Werner Mohrig och Nina Krivosheina 1989. Bradysia subangustata ingår i släktet Bradysia och familjen sorgmyggor. Inga underarter finns listade i Catalogue of Life.